# Loreto-di-Casinca
Loreto-di-Casinca (kors. Loretu di Casinca) – miejscowość i gmina we Francji, w regionie Korsyka, w departamencie Górna Korsyka.
Według danych na rok 1990 gminę zamieszkiwało 225 osób, a gęstość zaludnienia wynosiła 28 osób/km².